# Конь-Колодезь
Конь-Колодезь (рос. Конь-Колодезь) — село в Хлевенському районі Липецької області Російської Федерації.
Населення становить 1951  особу. Належить до муніципального утворення Конь-Колодезька сільрада.

## Історія
З 13 червня 1934 до 1954 року у складі Воронезької області. Відтак входить до складу Липецької області.
Згідно із законом від 2 липня 2004 року №114-оз органом місцевого самоврядування є Конь-Колодезька сільрада.

## Населення
| 2009  | 2010  | 2012  | 2013  | 2014  | 2015  | 2016  |
| ----- | ----- | ----- | ----- | ----- | ----- | ----- |
| 1892  | ↗1915 | ↗1921 | ↘1887 | ↘1831 | ↗1886 | ↗1917 |
| 2017  | 2018  |       |       |       |       |       |
| ↘1910 | ↗1951 |       |       |       |       |       |